# Гракали
Гракали (груз. გრაკალი) — село в Грузии, на территории Каспского муниципалитета края (мхаре) Шида-Картли.

## География
Село находится в центральной части Грузии, на правом берегу реки Куры, на расстоянии приблизительно 9 километров (по прямой) к западу от города Каспи, административного центра муниципалитета. Абсолютная высота — 547 метров над уровнем моря.

## Население
По результатам официальной переписи населения 2014 года, в Гракали проживало 225 человек (106 мужчин и 119 женщин). В национальной структуре населения грузины составляли 99,1 %, армяне — 0,9 %.
| Год  | Население, человек |
| ---- | ------------------ |
| 2002 | 135                |
| 2014 | ↗ 225              |